# Americas Rugby Championship 2017
El Americas Rugby Championship de 2017 fue la séptima edición del torneo de rugby y la segunda con el formato similar al del Seis Naciones europeo. El torneo se disputó entre el 3 de febrero y el 4 de marzo de 2017.

## Equipos participantes
| Equipo                       | Entrenador        | Capitán                                                               | Sedes                           | Sedes     | Sedes              |
| Equipo                       | Entrenador        | Capitán                                                               | Estadio                         | Capacidad | Ciudad             |
| ---------------------------- | ----------------- | --------------------------------------------------------------------- | ------------------------------- | --------- | ------------------ |
| Argentina (Argentina XV)     | Felipe Contepomi  | Lautaro Bavaro Juan Cappiello                                         | Estadio Municipal               | 10 000    | Comodoro Rivadavia |
| Argentina (Argentina XV)     | Felipe Contepomi  | Lautaro Bavaro Juan Cappiello                                         | Estadio Villa Mitre             | 6000      | Bahía Blanca       |
| Argentina (Argentina XV)     | Felipe Contepomi  | Lautaro Bavaro Juan Cappiello                                         | Estadio Agustín Pichot          | 3500      | Ushuaia            |
| Brasil (Los Tupíes)          | Rodolfo Ambrosio  | Nick Smith                                                            | Estadio Pacaembú                | 37 730    | São Paulo          |
| Canadá (Los Canucks)         | Mark Anscombe     | Gordon McRorie Ray Barkwill                                           | Swangard Stadium                | 5288      | Burnaby            |
| Canadá (Los Canucks)         | Mark Anscombe     | Gordon McRorie Ray Barkwill                                           | Westhills Stadium               | 1718      | Langford           |
| Chile (Los Cóndores)         | Bernard Charreyre | Claudio Zamorano Benjamín Soto José Ignacio Larenas Manuel Gurruchaga | Estadio San Carlos de Apoquindo | 14 118    | Santiago           |
| Chile (Los Cóndores)         | Bernard Charreyre | Claudio Zamorano Benjamín Soto José Ignacio Larenas Manuel Gurruchaga | Estadio CAP                     | 10 500    | Talcahuano         |
| Estados Unidos (Las Águilas) | John Mitchell     | Blaine Scully James Hilterbrand Todd Clever Nate Augspurger           | Dell Diamond                    | 11 631    | Round Rock         |
| Estados Unidos (Las Águilas) | John Mitchell     | Blaine Scully James Hilterbrand Todd Clever Nate Augspurger           | Toyota Field                    | 8296      | San Antonio        |
| Uruguay (Los Teros)          | Esteban Meneses   | Alejandro Nieto Juan Manuel Gaminara                                  | Estadio Domingo Burgueño        | 22 000    | Maldonado          |
| Uruguay (Los Teros)          | Esteban Meneses   | Alejandro Nieto Juan Manuel Gaminara                                  | Estadio Charrúa                 | 14 000    | Montevideo         |

## Posiciones
| Pos. | País           | Encuentros | Encuentros | Encuentros | Encuentros | Tantos  | Tantos    | Tantos     | Tries | Puntos Bonus | Puntos |
| Pos. | País           | jugados    | ganados    | empatados  | perdidos   | a favor | en contra | diferencia | Tries | Puntos Bonus | Puntos |
| ---- | -------------- | ---------- | ---------- | ---------- | ---------- | ------- | --------- | ---------- | ----- | ------------ | ------ |
| 1    | Estados Unidos | 5          | 4          | 1          | 0          | 215     | 96        | + 119      | 29    | 4            | 22     |
| 2    | Argentina XV   | 5          | 4          | 1          | 0          | 228     | 62        | + 166      | 32    | 3            | 21     |
| 3    | Uruguay        | 5          | 3          | 0          | 2          | 120     | 125       | - 5        | 16    | 3            | 15     |
| 4    | Brasil         | 5          | 2          | 0          | 3          | 63      | 179       | - 116      | 6     | 0            | 8      |
| 5    | Canadá         | 5          | 1          | 0          | 4          | 112     | 127       | - 15       | 13    | 4            | 8      |
| 6    | Chile          | 5          | 0          | 0          | 5          | 51      | 200       | - 149      | 4     | 0            | 0      |

Nota: Se otorgan 4 puntos al equipo que gane un partido, 2 al que empate y 0 al que pierda
Puntos Bonus: 1 punto por convertir 4 tries o más en un partido (BO) y 1 al equipo que pierda por no más de 7 tantos de diferencia (BD).
Aclaración
1. ↑  «ARC apuesta a seguir creciendo en el 2017». Consultado el 6 de septiembre de 2016.
2. ↑  «Brasil celebra otro histórico triunfo». http://www.sudamericarugby.org. Archivado desde el original el 4 de marzo de 2017. Consultado el 3 de marzo de 2017.
3. ↑  «Brasil faz história e derrota o Canadá pela primeira vez». http://www.portaldorugby.com.br (en portugués). Consultado el 3 de marzo de 2017.
4. 1 2  Hubo un empate en la tabla de puntos entre Brasil y Canadá y aunque logró mayor diferencia de tantos el equipo canadiense, el cuarto puesto fue para los tupís por vencer el partido en que se enfrentaron por 24 – 23.[2][3]

## Resultados
Todos los horarios corresponden a la hora local.

### Primera fecha
| 3 de febrero de 2017 - 20:15 | Brasil | 17 - 3  | Chile | Estadio Pacaembú, São Paulo                                                                                                  | |
|                              | Tries: · Matheus Silva 55' · Felipe Sancery 60' · Conversiones: · (2/2) Moisés Duque 56', 61' · Penales: · (1/2) Moisés Duque 72' · (0/3) Joshua Reeves · Tarjeta: · Felipe Sancery 5' hasta 15' | Reporte | Penales: · 2' Matías Nordenflycht (1/1) · Francisco González (0/1) · Tarjeta: · 28' hasta 38' Claudio Zamorano | Asistencia: 5000 espectadores Árbitro(s): Claudio Cativelli Juez de touch: Ricardo Sant'Anna Juez de touch: Murillo Bragotto | Asistencia: 5000 espectadores Árbitro(s): Claudio Cativelli Juez de touch: Ricardo Sant'Anna Juez de touch: Murillo Bragotto |

| 4 de febrero de 2017 - 16:00 | Estados Unidos | 29 - 23 BD | Uruguay | Toyota Field, San Antonio                                                                                      | |
|                              | · Tries: · Bryce Campbell 38' · Blaine Scully 61' · Conversiones: · (1/1) Benjamin Cima 39' · (1/1) AJ MacGinty 62' · Penales: · (3/4) Benjamin Cima 6', 23', 29' · (2/4) AJ MacGinty 55', 66' · Tarjeta: · Todd Clever 12' hasta 22' | Reporte    | Suma punto bonus defensivo · Tries: · 15' Facundo Gattas · 46' Alejandro Nieto · Conversiones: · 15', 47' Germán Albanell (2/2) · Penales: · 4', 40', 54' Germán Albanell (3/4) · Tarjeta: · 49' hasta 59' Juan Manuel Cat | Asistencia: 3000 espectadores Árbitro(s): Chris Assmus Juez de touch: Derek Summers Juez de touch: Scott Green | Asistencia: 3000 espectadores Árbitro(s): Chris Assmus Juez de touch: Derek Summers Juez de touch: Scott Green |

| 4 de febrero de 2017 - 17:00 | Canadá                                                                           | 6 - 20  | Argentina XV | Westhills Stadium, Langford                                                                                   | |
|                              | Penales: · (2/2) Gordon McRorie 11', 61' · Tarjeta: · Lucas Rumball 2' hasta 12' | Reporte | Tries: · 49' Santiago Medrano · 65' Segundo Tuculet · Conversiones: · 50', 67' Domingo Miotti (2/2) · Penales: · 1', 75' Domingo Miotti (2/2) · Tarjeta: · 78' hasta 80' Juan Lescano | Asistencia: 2000 espectadores Árbitro(s): Kurt Weaver Juez de touch: Harry Mason Juez de touch: Michael Jones | Asistencia: 2000 espectadores Árbitro(s): Kurt Weaver Juez de touch: Harry Mason Juez de touch: Michael Jones |

### Segunda fecha
| 11 de febrero de 2017 - 19:10 | Argentina XV | BO 57 - 12 | Uruguay | Estadio El Fortín, Bahía Blanca                                                                                         | |
|                               | Suma punto bonus ofensivo Tries: Sebastián Cancelliere 16', 23', 48' Domingo Miotti 28' Marcelo Brandi 35' Santiago Montagner 56', 76' Santiago Álvarez Fourcade 59' Fernando Luna 69' Conversiones: (3/5) Domingo Miotti 17', 37', 48' (1/2) Tomás Granella 60' (2/2) Fernando Luna 70', 77' Penales: (0/1) Domingo Miotti | Reporte    | · Tries: · 12' Santiago Arata · 44' Juan de Freitas · Conversión: · 13' Germán Albanell (1/2) · Tarjetas: · 21' hasta 31' Mateo Sanguinetti · 53' hasta 63' Nicolás Freitas | Asistencia: 6000 espectadores Árbitro(s): Kurt Weaver Juez de touch: Damián Schneider Juez de touch: Santiago Altobelli | Asistencia: 6000 espectadores Árbitro(s): Kurt Weaver Juez de touch: Damián Schneider Juez de touch: Santiago Altobelli |

| 11 de febrero de 2017 - 18:00 | Estados Unidos | BO 51 - 3 | Brasil                                                                     | Dell Diamond, Round Rock                                                                                    | |
|                               | Suma punto bonus ofensivo Tries: Spike Davis 2' Jean Eloff 27' Tony Lamborn 43', 66' Cam Dolan 57' Mike Te'o 72' Bryce Campbell 75' Peter Tiberio 80' Conversiones: (0/3) Will Magie (0/1) Shaun Davies (4/4) Benjamin Cima 68', 74', 76', 80' Penales: (1/2) Will Magie 13' | Reporte   | · Penales: · 49' Moisés Duque (1/2) · Tarjeta: · 14' hasta 24' Luis Vieira | Asistencia: 6000 espectadores Árbitro(s): Pablo Deluca Juez de touch: Scott Green Juez de touch: Jim Rogers | Asistencia: 6000 espectadores Árbitro(s): Pablo Deluca Juez de touch: Scott Green Juez de touch: Jim Rogers |

| 11 de febrero de 2017 - 17:00 | Canadá | BO 36 - 15 | Chile | Westhills Stadium, Langford                                                                                      | |
|                               | Suma punto bonus ofensivo Tries: Taylor Paris 26', 36', 52' George Barton 68' Dan Moor 80' Conversiones: (2/3) Gordon McRorie 26', 36' (2/2) Robbie Povey 69', 80' Penales: (1/1) Gordon McRorie 29' | Reporte    | · Tries: · 62' Eduardo Orpis · 77' Rodrigo Fernández · Conversiones: · 62' Tomás Ianiszewski (1/2) · Penales: · 7' Tomás Ianiszewski (1/2) · Tarjetas: · 24' hasta 34' Francisco Cruz · 39' hasta 49' Benjamín Soto · 79' hasta 80' José Larenas | Asistencia: 1500 espectadores Árbitro(s): Derek Summers Juez de touch: Doug Hamre Juez de touch: Robin Kaluzniak | Asistencia: 1500 espectadores Árbitro(s): Derek Summers Juez de touch: Doug Hamre Juez de touch: Robin Kaluzniak |

### Tercera fecha
| 18 de febrero de 2017 - 18:00 | Chile | 10 - 45 BO | Argentina XV | Estadio CAP, Talcahuano | |
|                               | · Try: · Rodrigo Fernández 68' · Conversión: · (1/1) Francisco González 69' · Penal: · (1/1) Jorge Castillo 7' · Tarjetas: · Claudio Zamorano 33' hasta 43' · Claudio Zamorano 73' | Reporte    | Suma punto bonus ofensivo Tries: 15' Juan Capiello 41' Fernando Luna 45' Nicolás Solveyra 51' Bautista Delguy 60', 76' Bruno Devoto Conversiones: 13', 42', 46' Juan González (3/3) 53', 61', 76' Fernando Luna (3/3) Penal: 24' Juan González (1/1) | Asistencia: 5000 espectadores Árbitro(s): Ricardo Sant'Anna Juez de touch: Francisco Saavedra Juez de touch: Tomás Fernández | Asistencia: 5000 espectadores Árbitro(s): Ricardo Sant'Anna Juez de touch: Francisco Saavedra Juez de touch: Tomás Fernández |

| 18 de febrero de 2017 - 20:00 | Uruguay | BO 23 - 12 | Brasil                                                                               | Domingo Burgueño Miguel, Maldonado                                                       |                                                                                          |
|                               | Suma punto bonus ofensivo Tries: Diego Ayala 7' Ignacio Dotti 16' Alejandro Nieto 40' Santiago Arata 45' Conversiones: (0/4) Germán Albanell Penal: (1/1) Germán Albanell 50' | Reporte    | · Penales: · 2', 11', 43', 64' Moisés Duque (4/5) · Tarjetas: · 28' hasta 38' Nativo | Árbitro(s): Pablo Deluca Juez de touch: Joaquín Montes Juez de touch: Francisco González | Árbitro(s): Pablo Deluca Juez de touch: Joaquín Montes Juez de touch: Francisco González |

| 18 de febrero de 2017 - 17:00 | Canadá | BO 34 - 51 BO | Estados Unidos | Estadio Swangard, Burnaby                                                                                               | |
|                               | Suma punto bonus ofensivo · Tries: · Taylor Paris 13', 58' · Phil Mackenzie 19' · George Barton 70' · Admir Cejvanovic 77' · Conversiones: · (1/2) Robbie Povey 20' · (2/3) Gordon McRorie 70', 78' · Penales: · (1/3) Robbie Povey 35' · Tarjeta: · Ray Barkwill 37' hasta 47' | Reporte       | Suma punto bonus ofensivo Tries: 2' Ryan Matyas 3', 45', 71' Mike Te'o 38' Anthony Purpura 55' Todd Clever 65' John Quill Conversiones: 2', 39', 55', 66', 72' Shaun Davies (5/7) Penales: 10' Will Magie (1/1) 30' Shaun Davies (1/1) Benjamin Cima (0/1) Drop: Will Magie (0/1) | Asistencia: 3400 espectadores Árbitro(s): Damián Schneider Juez de touch: David Smortchevsky Juez de touch: David Crisp | Asistencia: 3400 espectadores Árbitro(s): Damián Schneider Juez de touch: David Smortchevsky Juez de touch: David Crisp |

### Cuarta fecha
| 25 de febrero de 2017 - 15:40 | Chile | 9 - 57 BO | Estados Unidos | Complejo Eliana Gaete Lazo, Santiago                                               |                                                                                    |
|                               | · Penales: · (3/3) Francisco González 17', 33', 49' · Tarjetas: · Sergio Bascuñán 22' hasta 32' · Simón Pardakhy 59' hasta 69' | Reporte   | Suma punto bonus ofensivo · Tries: · 23' Cam Dolan · 36', 74' Tony Lamborn · 50' David Tameilau · 52' Matthew Jensen · 68' Todd Clever · 77', 80' Peter Malcolm · Conversiones: · 24', 37', 51', 69', 76', 78', 80' Benjamin Cima (7/8) · Penales: · 9' Benjamin Cima (1/1) · Tarjeta: · 42' hasta 52' Bryce Campbell | Árbitro(s): Ricardo Sant'Anna Juez de touch: Frank Méndez Juez de touch: Luis Díaz | Árbitro(s): Ricardo Sant'Anna Juez de touch: Frank Méndez Juez de touch: Luis Díaz |

| 25 de febrero de 2017 - 17:40 | Argentina XV | BO 79 - 7 | Brasil | Estadio A. Pichot, Ushuaia                                                                |                                                                                           |
|                               | Suma punto bonus ofensivo · Tries: · Sebastián Cancelliere 2', 55' · Franco Brarda 18' · Tomás De la Vega 36', 49' · Marcelo Brandi 42' · Germán Schulz 52' · Ignacio Lagarrague 61' · Emiliano Boffelli 73' · Juan Cappiello 68' · Lautaro Bazán Vélez 73', 79' · Conversiones: · (3/5) Domingo Miotti 19', 37', 49' · (4/6) Tomás Granella 52', 53', 66', 69' · (1/1) Emiliano Boffelli 73' · Penales: · (1/1) Domingo Miotti 12' · Tarjeta: · Santiago Medrano 57' hasta 67' | Reporte   | · Try: · 5' Moisés Duque · Conversión: · 6' Moisés Duque (1/1) · Tarjetas: · 13' hasta 23' Nick · 41' hasta 51' Gabriel Paganini · 77' hasta 80' Ige | Árbitro(s): Claudio Cativelli Juez de touch: Damián Schneider Juez de touch: Pablo Deluca | Árbitro(s): Claudio Cativelli Juez de touch: Damián Schneider Juez de touch: Pablo Deluca |

| 25 de febrero de 2017 - 20:00 | Uruguay | 17 - 13 BD | Canadá | Estadio D. Burgueño Miguel, Maldonado                                                 |                                                                                       |
|                               | · Tries: · Leandro Leivas 18' · Try Penal 25' · Conversiones: · (1/2) Germán Albanell 19' · Penales: · (1/1) Germán Albanell 11' · (0/1) Juan Cat · Tarjetas: · Germán Albanell 48' hasta 58' · Franco Lamanna 72' hasta 80' | Reporte    | Suma punto bonus defensivo · Try: · 75' Conor Trainor · Conversión: · 75' Brock Staller (1/1) · Penales: · 3', 49' Gordon McRorie (2/3) · Brock Staller (0/1) · Tarjeta: · 24' hasta 34' Brock Staller | Árbitro(s): Derek Summers Juez de touch: Joaquín Montes Juez de touch: Rodrigo Goyret | Árbitro(s): Derek Summers Juez de touch: Joaquín Montes Juez de touch: Rodrigo Goyret |

### Quinta fecha
| 3 de marzo de 2017 - 19:15 | Brasil | 24 - 23 BD | Canadá | Estadio Pacaembú, São Paulo                                                                   |                                                                                               |
|                            | · Tries: · Daniel Sancery 9' · Moisés Duque 36' · Lucas Tranquez 79' · Conversiones: · (3/3) Moisés Duque 11', 37', 79' · Penales: · (1/2) Moisés Duque 15' · Drop: · (0/1) Moisés Duque · Tarjeta: · Diegão 71' hasta 80' | Reporte    | Suma punto bonus defensivo · Tries: · 11' Nick Blevins · 26' Gordon McRorie · Conversiones: · 14', 27' Gordon McRorie (2/2) · Penales: · 47', 55' Gordon McRorie (2/3) · Drop: · 66' Gordon McRorie (1/1) · Tarjeta: · 71' hasta 80' Brett Beukeboom | Árbitro(s): Damián Schneider Juez de touch: Ricardo Sant'Anna Juez de touch: Murillo Bragotto | Árbitro(s): Damián Schneider Juez de touch: Ricardo Sant'Anna Juez de touch: Murillo Bragotto |

| 4 de marzo de 2017 - 16:00 | Uruguay | BO 45 - 14 | Chile | Estadio Charrúa, Montevideo                                                               |                                                                                           |
|                            | Suma punto bonus ofensivo · Tries: · Juan Etcheverría 27' · Leandro Leivas 32', 35' · Nicolás Freitas 53', 66' · Diego Magno 62' · Conversiones: · (4/4) Germán Albanell 28', 33', 37', 54' · (2/2) Rodrigo Silva 63', 67' · Penales: · (1/1) Germán Albanell 21' · Tarjetas: · Juan de Freitas 75' hasta 80' · Mario Sagario 80' | Reporte    | · Try: · 78' Nikola Bursic · Conversión: · (0/1) · Penales: · 19', 38' Francisco González (2/3) · 30' Tomás Ianiszewski (1/1) · Tarjetas: · 21' hasta 31' Francisco González · 61' hasta 71' Tomás Ianiszewski | Árbitro(s): Kurt Weaver Juez de touch: Claudio Cattivelli Juez de touch: Martín Bangueses | Árbitro(s): Kurt Weaver Juez de touch: Claudio Cattivelli Juez de touch: Martín Bangueses |

| 4 de marzo de 2017 - 17:40 | Argentina XV | 27 - 27 BO | Estados Unidos | Estadio Municipal, Comodoro Rivadavia                                                    |                                                                                          |
|                            | · Tries: · Try Penal 40', 52' · Gabriel Ascárate 61' · Conversión: · (1/1) Domingo Miotti 62' · Penales: · (2/2) Domingo Miotti 6', 56' · Tarjeta: · Sebastián Cancelliere 45' | Reporte    | Suma punto bonus ofensivo · Tries: · 28' Will Magie · 36', 79' David Tameilau · 72' Cam Dolan · Conversiones: · 37', 80' Benjamin Cima (2/4) · Penales: · 15' Benjamin Cima (1/1) · Tarjetas: · 40' hasta 50' Mike Te'o · 43' hasta 53' David Tameilau | Árbitro(s): Joaquín Montes Juez de touch: Santiago Altobelli Juez de touch: José Covassi | Árbitro(s): Joaquín Montes Juez de touch: Santiago Altobelli Juez de touch: José Covassi |

| Bandera de Estados Unidos |
| Campeón Estados Unidos    |
| Primer título             |